# Sindaci di Aversa
Di seguito, la lista dei sindaci di Aversa.

## Regno d'Italia (1861-1946)
| Periodo | Periodo | Primo cittadino     | Partito | Carica      | Note  |
| ------- | ------- | ------------------- | ------- | ----------- | ----- |
| 1861    | 1868    | Gaetano Parente     |         | Sindaco     | [ 1 ] |
| 1869    | 1872    | Giovanni Ruggiero   |         | Sindaco     | [ 1 ] |
| 1873    | 1875    | Francesco Vitale    |         | Sindaco     | [ 1 ] |
| 1876    | 1891    | Francesco Orabona   |         | Sindaco     | [ 1 ] |
| 1892    | 1895    | Pietro Candia       |         | Sindaco     | [ 1 ] |
| 1896    | 1899    | Nicola Lombardi     |         | Sindaco     | [ 1 ] |
| 1900    | 1907    | Giuseppe D'Ausilio  |         | Sindaco     | [ 1 ] |
| 1907    | 1910    | Giuseppe de Lieto   |         | Sindaco     | [ 1 ] |
| 1910    | 1914    | Giuseppe D'Ausilio  |         | Sindaco     | [ 1 ] |
| 1914    | 1919    | Giovanni Motti      |         | Sindaco     | [ 1 ] |
| 1920    | 1920    | Pasquale Cimmino    | -       | commissario | [ 1 ] |
| 1920    | 1920    | Arturo Manna        |         | Sindaco     | [ 1 ] |
| 1921    | 1922    | Giovanni Motti      |         | Sindaco     | [ 1 ] |
| 1921    | 1922    | Michele Chiaromonte | -       | commissario | [ 1 ] |

### Periodo fascista
| Periodo | Periodo | Primo cittadino    | Partito | Carica      | Note  |
| ------- | ------- | ------------------ | ------- | ----------- | ----- |
| 1922    | 1924    | Girolamo Vitale    |         | Sindaco     | [ 1 ] |
| 1924    | 1929    | Luigi Andreozzi    | PNF     | Podestà     | [ 1 ] |
| 1930    | 1939    | Felice Tango       | PNF     | Podestà     | [ 1 ] |
| 1940    | 1943    | Francesco Follaca  | PNF     | Podestà     | [ 1 ] |
| 1943    | 1943    | Francesco Magliulo | -       | commissario | [ 1 ] |

### Periodo costituzionale transitorio
| Periodo | Periodo | Primo cittadino       | Partito | Carica      | Note  |
| ------- | ------- | --------------------- | ------- | ----------- | ----- |
| 1943    | 1945    | Luigi Andreozzi       | PFR     | Podestà     | [ 1 ] |
| 1946    | 1946    | Battista G. Franchini | -       | commissario | [ 1 ] |

## Repubblica Italiana
| Periodo        | Periodo          | Primo cittadino      | Partito | Carica                   | Note                |
| -------------- | ---------------- | -------------------- | ------- | ------------------------ | ------------------- |
| 1946           | 1949             | Gennaro Fiordiliso   | PLI     | Sindaco                  | [ 1 ]               |
| 1950           | 1952             | Tullio De Chiara     | PLI     | Sindaco                  | [ 1 ]               |
| 1952           | 1956             | Salvino Arturo Pozzi | DC      | Sindaco                  | [ 1 ]               |
| 1956           | 1957             | Ciro Andreozzi       | DC      | Sindaco                  | [ 1 ]               |
| 1957           | 1960             | Domenico Pirozzi     | DC      | Sindaco                  | [ 1 ]               |
| 1961           | 1972             | Augusto Bisceglia    | DC      | Sindaco                  | [ 1 ]               |
| 1972           | 1973             | Luigi Della Corte    | -       | commissario              | [ 2 ] [ 3 ]         |
| 1973           | 1973             | Emanuele Caianiello  | DC      | Sindaco                  |                     |
| 1973           | 1973             | Generoso Marrandino  | DC      | Sindaco                  |                     |
| 1973           | 1974             | Emanuele Caianiello  | DC      | Sindaco                  |                     |
| 1974           | 1976             | Alfredo Pozzi        | DC      | Sindaco                  | [ 4 ]               |
| 1976           | 1978             | Giacomo Cascella     | DC      | Sindaco                  | [ 5 ]               |
| 1978           | 1980             | Augusto Bisceglia    | DC      | Sindaco                  | Deceduto in carica  |
| 1980           | 1980             | Michele Serra        | DC      | Sindaco facente funzioni | [ 7 ]               |
| 1980           | 1980             | Giovanni Cantone     | DC      | Sindaco                  | [ 7 ]               |
| 1980           | 1981             | Michele Serra        | DC      | Sindaco                  |                     |
| 1981           | 1983             | Vincenzo Musto       | DC      | Sindaco                  |                     |
| 1983           | 1983             | Nicola Ciardulli     | PRI     | Sindaco                  | [ 8 ]               |
| 1983           | 1983             | Raffaele Marrandino  | DC      | Sindaco                  |                     |
| 1983           | 1985             | Renato Pastore       | PLI     | Sindaco                  | [ 9 ] [ 10 ]        |
| 1985           | 1986             | Vincenzo Nugnes      | DC      | Sindaco                  | [ 8 ]               |
| 1986           | 1988             | Raffaele Marrandino  | DC      | Sindaco                  | [ 8 ] [ 11 ] [ 12 ] |
| 3 agosto 1988  | 16 aprile 1993   | Carmine Bisceglia    | DC      | Sindaco                  | [ 13 ]              |
| 17 aprile 1993 | 21 giugno 1993   | Vincenzo Madonna     | -       | commissario              | [ 13 ]              |
| 22 giugno 1993 | 20 giugno 1994   | Raffaele Ferrara     | PdS     | Sindaco                  | [ 13 ]              |
| 21 giugno 1994 | 20 novembre 1994 | Antonio Izzo         | -       | commissario              | [ 13 ]              |

### Elezione diretta del sindaco (dal 1993)
| Periodo          | Periodo          | Primo cittadino                       | Partito                           | Carica      | Note   |
| ---------------- | ---------------- | ------------------------------------- | --------------------------------- | ----------- | ------ |
| 21 novembre 1994 | 14 dicembre 1998 | Raffaele Ferrara                      | Alleanza dei Progressisti         | Sindaco     | [ 13 ] |
| 14 dicembre 1998 | 3 agosto 2001    | Gennaro Golia                         | DS                                | Sindaco     | [ 13 ] |
| 4 agosto 2001    | 27 maggio 2002   | Giuseppe Urbano                       | -                                 | commissario | [ 13 ] |
| 28 maggio 2002   | 29 maggio 2007   | Domenico Ciaramella                   | FI                                | Sindaco     | [ 13 ] |
| 29 maggio 2007   | 8 maggio 2012    | Domenico Ciaramella                   | FI-PdL                            | Sindaco     | [ 13 ] |
| 9 maggio 2012    | 4 settembre 2015 | Giuseppe Sagliocco                    | PdL                               | Sindaco     | [ 13 ] |
| 5 settembre 2015 | 20 giugno 2016   | Mario Rosario Ruffo                   | -                                 | commissario | [ 13 ] |
| 21 giugno 2016   | 15 febbraio 2019 | Domenico De Cristofaro (detto Enrico) | Lista Civica "Forza Aversa" (CDX) | Sindaco     | [ 13 ] |
| 6 febbraio 2019  | 12 giugno 2019   | Michele Lastella                      | -                                 | commissario | [ 13 ] |
| 13 giugno 2019   | 17 ottobre 2023  | Alfonso Golia                         | PD                                | Sindaco     | [ 13 ] |
| 18 ottobre 2023  | 19 giugno 2024   | Gerardina Basilicata                  | -                                 | commissario | [ 13 ] |
| 20 giugno 2024   | in carica        | Francesco Matacena                    | Lista Civica "Aversa Moderata"    | Sindaco     | [ 13 ] |